# Grab von Esther und Mordechai

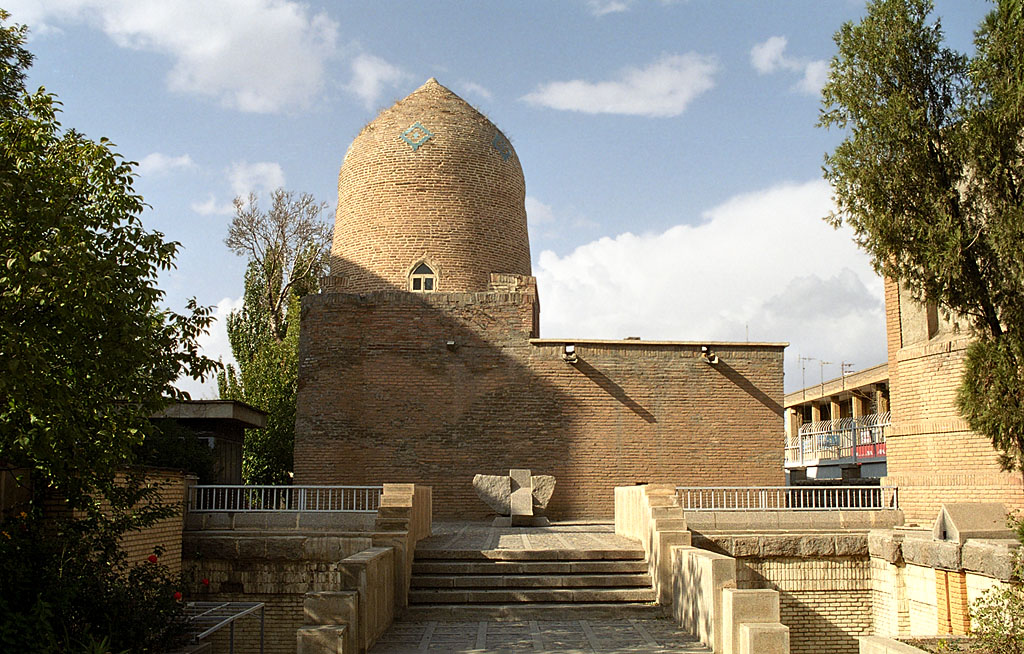
Mausoleum von Esther, der Frau von Xerxes I., und Mordechai in Hamadan, Iran

Das Grab von Esther und Mordechai (persisch بقعه استر و مردخای, hebräisch קבר אסתר ומרדכי) ist traditionell der Ort in der iranischen Stadt Hamadan, an dem  die Achämeniden-Königin Esther und Frau von Xerxes I. und ihr Cousin und Adoptivvater Mordechai begraben sein sollen. Es ist eine wichtige jüdische Pilgerstätte im Iran.
Auf der nationalen Denkmalsliste des Iran ist es mit der Nummer  Nr. 291 registriert.